# 富士急行2000系電車
富士急行2000系電車（ふじきゅうこう2000けいでんしゃ）は、2001年（平成13年）に登場した富士急行の特急形電車である。
主に充当される富士急行線特急列車名称でもある「フジサン特急」の愛称でも呼称されていた。

## 概要

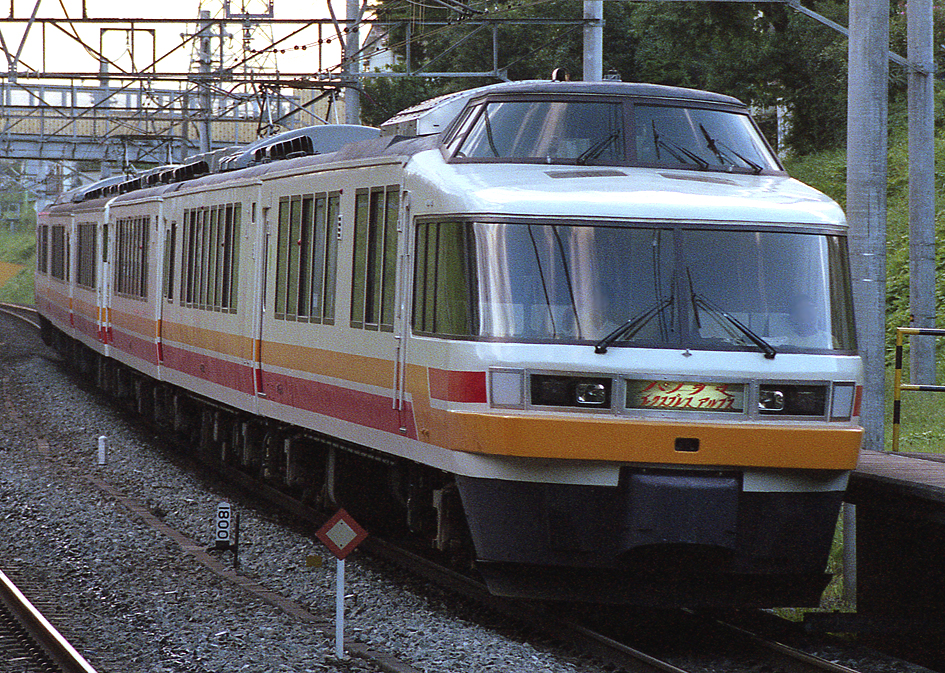
種車となったパノラマエクスプレスアルプス

2001年（平成13年）9月に東日本旅客鉄道（JR東日本）所有の165系電車から改造されたジョイフルトレイン「パノラマエクスプレスアルプス」を富士急行が購入し整備ならびに仕様変更を施工した車両である。クロ2000形、モロ2100形、クモロ2200形で構成された3両編成で運用された。
2001年12月31日から年末年始期間中に営業運転を行い、翌2002年2月28日より「フジサン特急」としての運行を開始した。
2014年2月に後継の8000系の導入に伴い2002号編成が、2016年2月7日に8500系の導入に伴い2001号編成が運用を終了した。

## 登場の経緯
富士急行線の沿線には富士山、富士五湖を初めとした観光地が存在し、富士急行ではJR線からの直通運転などを行い首都圏からの利便性を向上させようとしていた。1998年7月には1200形を使用した有料特急である「ふじやま」の運転を開始し、中央本線と富士急行線を乗り継いだ新宿-河口湖間の所要時間を最短1時間41分まで短縮したが、この頃には既に「将来的に世界的な観光地である富士山麓地域にふさわしい特急形車両を導入する」という考えを持っていた。3年後の2001年9月に同線への入線実績があった「パノラマエクスプレスアルプス」6両を譲受した。
「記念写真を撮りたくなるような斬新なデザイン」をコンセプトとした車体デザインの決定には時間がかかり、当初提案した10種類程のデザインは全て社長に却下された。その後営業推進室のデザイナーが遊び心で製作したキャラクターを用いた車両デザインを提案し採用された。

## 車両概説
この項目では富士急行入線時の仕様について記述する。

### 外装
外装は白を基調とし、富士山をモチーフとしたキャラクターが車体外部に98種類、車内に3種類の計101種類が描かれた。また「フジサンクン」は2編成共通のキャラクターであるが、それ以外のキャラクターは2編成ですべて異なる。これらのキャラクターには全て名前が付けられている。

### 車内
内装は「パノラマエクスプレスアルプス」時代とは大きな変更はなく、展望席を除き1,350 mmのシートピッチで座席が並ぶ客室部や、クロ2000形の展望室・ラウンジ席ならびにモロ2100形の個室もそのままの状態で残された。
富士急行線は全車両禁煙であるため、座席の灰皿を封鎖、同時に折り畳み式テーブルも封鎖した。クロ2000形およびクモロ2200形の車内にあった自動販売機を撤去し、モロ2100形車内に新たな自動販売機を設置した。また、クモロ2200形のトイレ・洗面所を、モロ2100形の洗面所内の冷水器、アイスクリームストッカーを封鎖した。加えて各車両客室にあった速度計・時計などの車内案内情報装置、車内インターホンを撤去した。
運用開始後にクロ2000形のラウンジ席とモロ2100形の個室に扇風機を設置した。
モロ2100形・クモロ2200形の車内では、クロ2000形からの前面展望をモニターで視聴可能とされた。

### 機器類
富士急行線には各所に急勾配が存在し、安全確保のため保安ブレーキを新設した。また、厳冬期間対策として保温回路の増設・改造を行い、河口湖駅留置線に外部電源給電箱を設置した。
クロ2000形では前方監視カメラの増設・モニターの更新を行ったほか、電流計を新設した。

## 運用
2001年12月31日から2002年1月3日にかけてのデモ運転を経て、同年2月28日に運転を開始した「フジサン特急」に充当された。運転開始時点では平日上下13本、土休日上下15本が「フジサン特急」として毎日運転された。
2編成で展望車両の向きが異なるが、これは「上り下り双方で前面展望をお楽しみいただきたい。」という考えによるもので、車両運用は固定されていた。
号車番号は展望車から順に1, 2, 3号車とされ、1号車は指定席車両、2号車と3号車は自由席車両とされた。2号車の個室は指定室として設定された。

## 編成表
| クロ2002 |  | クモロ2202 |
| クロ2002 |  | クモロ2202 |

|      |                           | ← 富士山（旧・富士吉田）大月･河口湖 → |                                |                                  |
| 編成 | 2001号編成 （2016年廃車） | 1号車 ★クロ2001 （クロ165-3）         | 2号車 モロ2101 （モロ164-803） | 3号車 クモロ2201 （クモロ165-3） |
| 編成 | 2002号編成 （2014年廃車） | 3号車 クモロ2202 （クモロ165-4）      | 2号車 モロ2102 （モロ164-804） | 1号車 ★クロ2002 （クロ165-4）    |

- （ ）内はJR時代の車両番号
- ★は展望車

## 後継車導入による廃車
| 2002号編成「パノラマエクスプレスアルプス」色復元  |  | 2001号編成ラストラン塗装  |  | 下吉田ブルートレインテラスで保存されているクロ2001（2017年6月） |
| 2002号編成 「パノラマエクスプレスアルプス」色復元 |  | 2001号編成 ラストラン塗装 |  | 下吉田ブルートレインテラスで保存されているクロ2001（2017年6月） |

2013年10月11日に小田急電鉄から20000形RSE車1編成7両を同年11月11日に譲渡。3両編成に短縮改造を施工し8000系として2014年夏から運行することが発表された。
それに伴い2002号編成は塗装をJR東日本時代の「パノラマエクスプレスアルプス」色に復元し、2013年11月30日に富士急電車まつりで公開。同日より運用を開始した。同編成は2014年2月9日にイベント運用で終了予定だったが、記録的な大雪により中止となり、同月10日付で廃車され年度内に解体。同年5月18日には同編成を含むフジサン特急関連記念グッズ販売会が開催された。
一方の2001号編成も2015年度中にJR東海から譲渡された371系を改造した8500系「富士山ビュー特急」への置換えに伴い、2016年2月7日で運用終了。これに先立ち2015年12月19日に富士山駅で記念グッズ販売会が開催された。
廃車後はクロ2001が下吉田駅構内の「下吉田ブルートレインテラス」で保存されている。

## その他
- モロ2101のパンタグラフはシングルアーム式に換装されたが、モロ2102は菱形のままとされた。
- 2000形と同時に三鷹電車区（現・三鷹車両センター）からクモハ169-27+モハ168-27+クハ169-18も部品取りとして譲渡された。2000形の廃車後は、クモハ169-27の前面部のみが下吉田駅構内の「下吉田ブルートレインテラス」で保存されている。
- 譲渡前はグリーン車であったが富士急行では特急料金もしくはフリーきっぷが、さらに展望車全席と2号車個室は別途料金が必要になる。
- クモロ2202・モロ2102の種車であるクモハ165-123・モハ164-846は、急行「かわぐち」用[20]として富士急行が引受元となり[20]、昭和43年度利用債で製造された[21]。